# 抱神者シメオン
抱神者シメオン (ほうしんしゃしめおん、ギリシア語: Συμεών ο Θεοδόχος, ロシア語: Симеон Богоприимец, 英語: Simeon the Godbearer）とは、ルカによる福音書2:25 - 35に記されている、幼子イエス・キリストを抱き上げた人物。
抱神者とは、このシメオンが神であり人であるイエスを抱いたとされることを以て正教会で用いられる聖人としての称号。正教会以外の他教派においては「預言者シメオン(Prophet Simeon)」「聖シメオン(Holy Simeon)」「老シメオン」などと表記されるケースがある。
ルカによる福音書によれば、シメオンは聖霊により、メシヤ（キリスト）を見る前には死なないと示されていた。カトリック教会の『ヌンク・ディミティス』、正教会の『聖抱神者シメオンの祝文』の詞は、ルカによる福音書2:29 - 32に書かれている、シメオンがキリストであるイエスを抱き上げた時に歌ったものが元になっている。

## 参照
1. ↑  表記出典：2003_ΦΕΒΡΟΥΑΡΙΟΣ--ΑΓΙΟΣ ΣΥΜΕΩΝ Ο ΘΕΟΔΟΧΟΣ
2. ↑  表記出典：Святой праведный Симеон Богоприимец
3. ↑  表記出典：Part of Relics of St. Simeon the Godbearer handed over by the Archbishop of Zadar to the Greek Orthodox Patriarchate of Jerusalem
4. ↑  表記出典：日本ハリストス正教会教団『正教会暦 2009年』10頁
5. ↑  表記出典：Our Lady of Good Success and the Purification, February 2
6. ↑  表記出典：CATHOLIC ENCYCLOPEDIA: Holy Simeon
7. ↑  Ныне отпущаеши（Словари и энциклопедии на Академике） （ロシア語）